# Kiviharju
Kiviharju är en hed i Finland. Den ligger i Haukipudas i landskapet Norra Österbotten, i den centrala delen av landet, 600 km norr om huvudstaden Helsingfors.